# Daniel Ayala
Daniel Sánchez Ayala (sinh ngày 7 tháng 11 năm 1990) là một cầu thủ bóng đá người Tây Ban Nha hiện đang thi đấu cho cậu lạc bộ Blackburn Rovers của Anh.

## Sự nghiệp

### Liverpool
Sinh ở Sevilla, Tây Ban Nha, Ayala đồng ý chuyển tới Liverpool vào tháng 12 năm 2007 sau khi từ chối một bản hợp đồng chuyên nghiệp cùng Sevilla, nơi anh chơi ở đội trẻ. Liverpool phải trả cho Sevilla một khoản tiền và ký hợp đồng với Ayala có thời hạn 3 năm.
Ở mùa giải 2007-08, anh chơi ở đội U18, trong khi ở mùa giải 2008-09 anh chơi cả ở đội U18 lẫn đội dự bị. Anh đã chơi trong trận chung kết giải trẻ mặc dù bị chấn thương và đã thua trước đội trẻ Arsenal.
Anh có trận đầu tiên vào ngày 16 tháng 8 năm 2009 trong trận tiếp Tottenham Hotspur khi vào sân thay Martin Škrtel và có trận đầu tiên ra sân từ đầu trong trận tiếp Stoke City ở Anfield vào ngày 19 tháng 8 năm 2009.

### Blackburn Rovers
Tháng 9 năm 2020, Ayala gia nhập Blackburn Rovers với bản hợp đồng có thời hạn 3 năm.